# Bodo Krumwiede

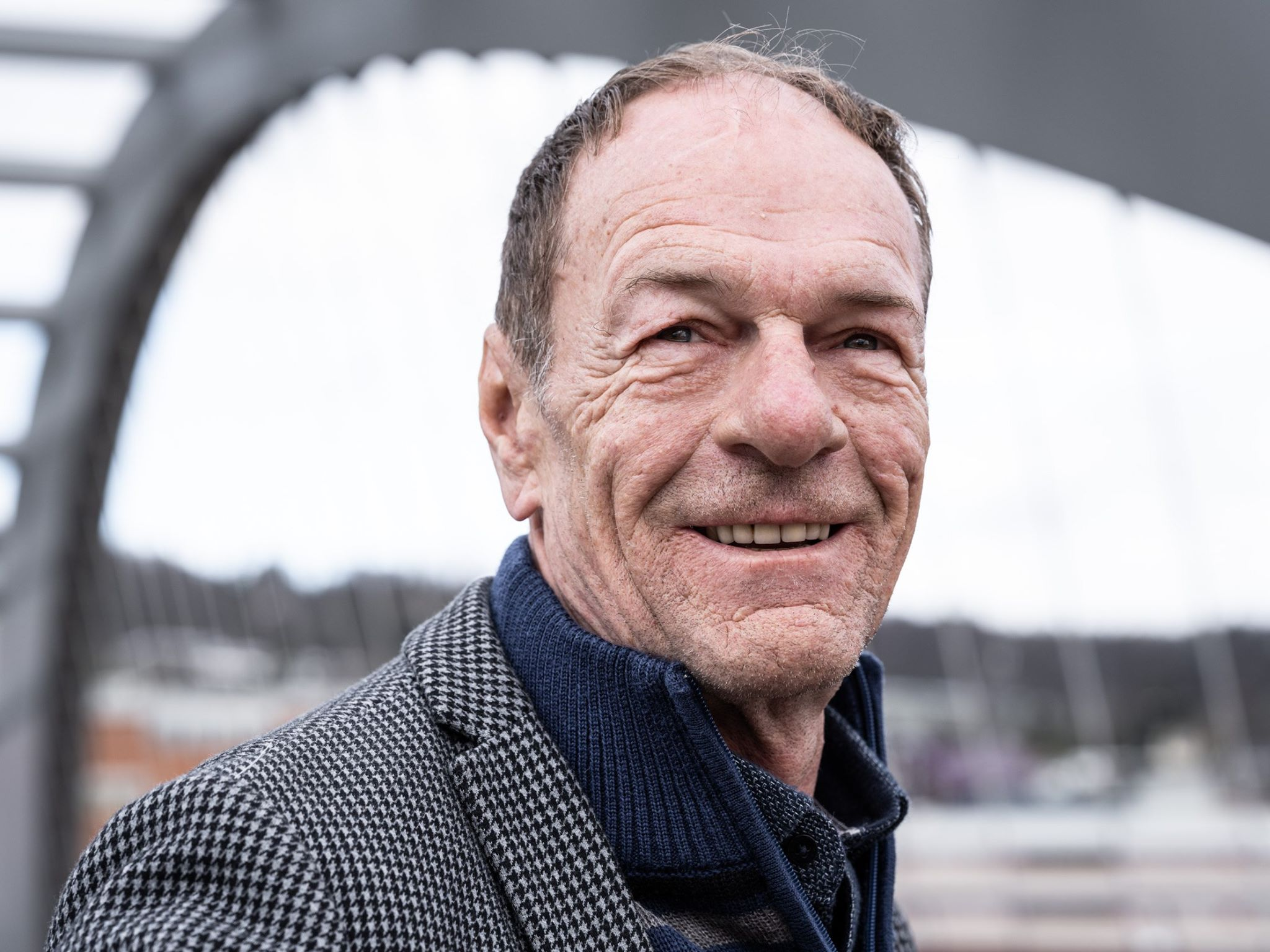
Bodo Krumwiede

Bodo Krumwiede (* 3. Dezember 1956 in Celle) ist ein deutscher Theater- und Filmschauspieler sowie Hörspielsprecher.

## Leben
Von 1975 bis 1981 absolvierte Krumwiede ein Studium der Theaterwissenschaften an der Universität München. Ungefähr zeitgleich folgte Schauspielunterricht. Diesen schloss er mit einem Abschlussdiplom erfolgreich ab. Im Anschluss kam es zu einer Gesangsausbildung. Heute liegt sein Hauptaugenmerk auf der Tätigkeit als Theaterschauspieler. Man konnte ihn aber früher auch noch in Werbefilmen sehen. Seit 1997 ist er oft in der Hörbuchproduktion für Seh- und Lesebehinderte als Sprecher aktiv.
Bodo Krumwiede lebt in Zürich.

## Theaterrollen
- 2000: Erklärt Pereira
- 2003: Transits
- 2003: Bildung für Rita
- 2004: Oblomow
- 2004: Die Unbekannte mit dem Fön
- 2001 – 2005: Un tapis rouge pour Sophie T.
- 2005: Kilroy
- 2005: Die Physiker
- 2005: Der Sieg über die Schwerkraft
- 2006: Der stumme Diener/Victoria Station
- 2006: Cyranos Reise zum Mond
- 2007: Tragödie wider Willen/Schwanengesang
- 2007: Die schwarzen Brüder
- 2008: Slapstick
- 2007 – 2008: La Disparition
- 2009: Gespenster
- 2009: Amphitryon
- 2010: Der zerbrochene Krug
- 2011: Zungenschlag
- 2012: Nacht der wahnsinnigen Sorgen
- 2012: Die drei Leben der Lucie Cabrol
- 2012: Am Tage als der Papst entführt wurde
- 2013: Viel Lärm um Nichts
- 2013: Dossier Ronald Ackermann
- 2014: 1476-Die Schlacht von Murten
- 2014: Peng! Du bist tot! (mit Martin Zürcher)[1]
- 2014: Amphitryon
- 2015: Die Irre von Chaillot
- 2015: Der Tausch
- 2016: Romulus der Grosse
- 2016: My Fair Lady
- 2015 – 2017: Der Tausch
- 2017 – 2018: Nimm mich mir
- 2018: Auf hoher See
- 2019: Lachende Wahrheiten
- 2019: Alles in Allem (Adaption)
- 2018 – 2020: Nietzsches Regenschirm
- 2022: WIN=WIN (Uraufführung in Zürich)

## Filmografie
- 1999: Spuren im Eis, bei Sat.1
- 2007: Herbsterwachen
- 2011: Der Barbier
- 2011: Der böse Onkel
- 2013: Rosie
- 2022: Aller Tage Abend

## Hörbücher
- 1998: Das Einzige, was stört, ist der Kunde. Bodo Krumwiede liest Edgar K. Geffroy. 4 Kassetten
- 2004: Entgleisungen. Bodo Krumwiede liest Patrick Kokontis. 3 CDs
- 2017: Der Fürchtemacher von Heinrich Federer bei bookonear
- 2020: Wiesenstein von Hans Pleschinski bei hoerkultur

## Hörspiele
- 2000: Die Piraten
- 2002: Der Schrei des Kormoran
- 2003: Tagebuch eines sentimentalen Killers
- 2004: Wachen, Wachen
- 2005: Pyramiden
- 2006: Lords & Ladies
- 2019: Der dunkle Kongress